# Герхард II фон Халермунд
Герхард II фон Халермунд 'Млади' (на немски: Gerhard II von Hallermund; † между 25 юли 1345 и 16 юли 1346) от фамилията Кефернбург, е граф на Халермунд.

## Произход
Той е син на граф Вилбранд III фон Халермунд († 1280) и съпругата му Аделхайд фон Аденойс († сл. 1324), дъщеря на Йохан II 'Млади', господар на Аденойс († сл. 1304) и Гертруд фон Грименберг († сл. 1264). Той има незаконен брат Вилбранд IV фон Халермунд († сл. 1301), граф на Халермунд.

## Фамилия
Герхард II фон Халермунд се жени пр. 25 май 1303 г. за графиня Елизабет фон Еверщайн-Поле († сл. 1320), дъщеря на граф Ото III фон Еверщайн († 1312/1314) и втората му съпруга Луитгард фон Шладен († сл. 1331). Те имат децата:
- Аделхайдис († 23 февруари/25 април 1342), омъжена пр. 27 февруари 1326 г. за граф Ото I фон Ритберг († 1347)
- Лудолф († сл. 1303)
- Елизабет († сл. 1356), канонеса в Кведлинбург (1326 – 1356)
- Вилбранд V фон Халермунд († сл. 21 август 1377), граф на Халермунд, архдякон в Елце (1365 – 1375)
- Ото II фон Халермунд († 1 ноември 1392), граф на Халермунд, женен ок. 22 юли 1353 г. за Аделхайд фон Марк († сл. 1371), незаконна дъщеря на граф Адолф II фон Марк († 1348)
- Юта († сл. 1353), монахиня в Барзингхаузен (1343)
- Хезека († сл. 1326)
- Лукард († между 29 юни и 7 юли 1373), абатиса на Фишбек (1346 – 1373)
- Герхард IV фон Халермунд († 15 април 1384), граф на Халермунд
- Бодо фон Халермунд († сл. 1357)
- Аделхайд († пр. 1386), омъжена за Албрехт Орденберг Бок фон Вюлфинген († сл. 1383)
- Кунигунда († сл. 1357)
- Рикса († сл. 1357)